# Pip, Squeak and Wilfred
Pip, Squeak and Wilfred zijn de namen van drie stripfiguren. Later werden het bijnamen van bepaalde oorlogsmedailles.

## Stripfiguren
Pip, Squeak and Wilfred zijn drie stripfiguren van de hand van scenarioschrijver Bertram J. Lamb (1887-1938) en tekenaar Austin B. Payne (1876-1956). De gelijknamige strip heeft drie antropomorfe dieren als hoofdpersonen. Pip was een hond, Squeak een pinguïn en Wilfred, die pas later in de serie opduikt, was een konijn. Zij vormen een soort gezinnetje, waarbij Pip de vader is, Squeak de moederrol heeft en Wilfred als hun zoontje optreedt. 
De strip verscheen op 12 mei 1919 voor het eerst in de Daily Mirror. De naamgeving van de personages is aan "Pip-Squeak" te danken, de bijnaam van een cricketer in het regimentsteam van Austin B. Payne. De strip verscheen tot 1956;  Payne was in 1953 met pensioen gegaan.
De strip werd in het Verenigd Koninkrijk snel erg populair, en de drie personages gingen deel uitmaken van de populaire cultuur. De drie na de Eerste Wereldoorlog meest uitgereikte medailles werden al snel bekend als Pip, Squeak en Wilfred. En het radionavigatiesysteem dat bij de Royal Air Force in gebruik was in de jaren 30 (tot 1942) werd 'Pip-squeak' genoemd.
De strip ging actualiteit niet uit de weg; zo traden in de strip een Russische terrorist en zijn hond "Popski" op. In 1921 werd een aantal korte tekenfilms gemaakt.

## Medailles
De Britse Intergeallieerde Overwinningsmedaille (bijgenaamd "Wilfred") werd in 1919 en 1920 toegekend aan al degenen die na de Eerste Wereldoorlog de 1914 Ster (bijgenaamd "Pip") of de 1914-15 Ster (ook bijgenaamd "Pip") mochten dragen. Het merendeel van de dragers van de Britse Oorlogsmedaille ("British War Medal") (bijgenaamd "Squeak") kwamen ook voor de Overwinningsmedaille in aanmerking. De Overwinningsmedaille werd dus nooit alleen toegekend maar altijd samen met een of twee van de andere sterren of de medaille. Deze drie onderscheidingen werden door de Britse soldaten en veteranen oneerbiedig aangeduid als "Pip, Squeak and Wilfred". De Overwinningsmedaille is "Wilfred".
De drie medailles en hun batons waren tijdens de demobilisatie na de Eerste Wereldoorlog, en ook lang daarna, alomtegenwoordig. In totaal werden ongeveer 5.700.000 overwinningsmedailles uitgereikt.. Men zag deze medailles altijd samen, net als de drie cartoonfiguren.
De Overwinningsmedaille werd iets minder vaak uitgereikt dan de Oorlogsmedaille ("Squeak") waarvan 6.4 miljoen exemplaren werden uitgereikt. Deze gaat altijd samen met de Oorlogsmedaille. Alle 2.4 miljoen dragers van de 1914-15 Ster ("Pip") droegen ook de Oorlogsmedaille en de Overwinningsmedaille.